# Derek Johnstone
Derek Joseph Johnstone (* 4. November 1953 in Dundee) ist ein ehemaliger schottischer Fußballspieler. Er gehörte fast 15 Jahre der ersten Mannschaft der Glasgow Rangers an, für die er 369 Punktspiele bestritt und 132 Tore erzielte. Mit der Mannschaft gewann er 14 Titel und wurde 1978 Torschützenkönig. Er war vielseitig einsetzbar, überwiegend als Stürmer, aber auch im Mittelfeld und in der Innenverteidigung.

## Karriere

### Vereine
Johnstone trat im Jahr 1968 als Schüler der Jugendmannschaft der Glasgow Rangers bei. Zwei Jahre später rückte er in die erste Mannschaft auf und debütierte am 19. September 1970 (2. Spieltag) beim 5:0-Sieg im Heimspiel gegen den FC Cowdenbeath; dabei gelangen ihm zwei Tore. Am 30. September 1970 kam er das erste Mal auf internationaler Vereinsebene zum Einsatz. Im Wettbewerb um den Messestädte-Pokal kam er im Erstrundenrückspiel beim 1:1-Unentschieden gegen den FC Bayern München zum Einsatz und schied danach mit seiner Mannschaft aus dem Wettbewerb aus, da die Münchener das Hinspiel mit 1:0 gewonnen hatten. Am 24. Oktober 1970 wurde er auch im Finale um den schottischen Ligapokal eingesetzt und erzielte den 1:0-Siegtreffer in der 40. Minute per Kopf gegen den Ligarivalen Celtic Glasgow. Beim nächsten Titelgewinn gehörte er der Mannschaft als Abwehrspieler an; es war das am 24. Mai 1972 in Barcelona ausgetragene Finale um den Europapokal der Pokalsieger gegen Dynamo Moskau, das mit 3:2 gewonnen wurde.
Im weiteren Verlauf avancierte er zum Stammspieler und gewann am 5. Mai 1973 mit seiner Mannschaft im Hampden Park den schottischen Vereinspokal mit dem 3:2-Sieg über Celtic Glasgow, diesmal als Stürmer eingesetzt. 
Am Saisonende 1974/75, der letzten Saison in der Scottish Football League Division One, gewann er mit seiner Mannschaft – nach neun Meisterschaften in Folge von Celtic Glasgow – seine erste Meisterschaft. Ein Jahr später verteidigte er mit seiner Mannschaft den Meistertitel in der Scottish Football League Premier Division und gewann auch erstmals den Vereins- und Ligapokal. Nach einer Saison ohne Titelgewinn wurden am Ende der Saison 1977/78 erneut die drei Titel aus dem Jahr 1976 gewonnen. Johnston wurde zudem mit 25 Toren, die er in 33 Punktspielen erzielt hatte, Torschützenkönig.
In den letzten fünf Jahren – sein Weggang zu Arsenal London oder Tottenham Hotspur, die großes Interesse an ihm gezeigt hatten, wurde vom neuen Trainer John Greig verhindert – war er Spielführer seiner Mannschaft gewann in dieser Zeit vier weitere Titel.
Johnstone verließ die Rangers nach der 0:1-Niederlage im schottischen Pokalfinale 1983 gegen den FC Aberdeen, nachdem er im April 1983 von Greig auf die Transferliste gesetzt worden war. Für eine Ablösesumme in Höhe von 30.000 Pfund wechselte er zum englischen Zweitligisten FC Chelsea, mit dem er – obwohl nur in zwei Punktspielen eingesetzt – die Meisterschaft, verbunden mit dem Aufstieg in die höchste Spielklasse, gewann. Während dieser Zeit war er im Jahr 1983 ein Monat lang Leihspieler von Dundee United. In der Erstligasaison 1984/85 kam er in der ebenfalls nur in zwei Punktspielen zum Einsatz; es gab keine Möglichkeit, an das etablierte Sturmduo Kerry Dixon und David Speedie heran- bzw. vorbeizukommen.
Jock Wallace jr., mittlerweile Trainer der Glasgow Rangers, glückte im Januar 1985 die Rückholaktion von Johnstone, der in der Rückrunde der Saison 1984/85 ein Tor in elf Punktspielen erzielte und in der Folgesaison lediglich achtmal Berücksichtigung fand. Mit der Verpflichtung von Graeme Souness als neuen Trainer zum 1. Juli 1986 verließ Johnstone die Rangers ablösefrei und kam als Spielertrainer bei Partick Thistle zu seiner letzten Saison.

### Nationalmannschaft
Für die A-Nationalmannschaft bestritt er 14 Länderspiele, davon 13 in Freundschaft. Sein Debüt als Nationalspieler gab er am 12. Mai 1973 im Glasgower Hampden Park bei der 0:1-Niederlage gegen die Nationalmannschaft Brasiliens, die aufgrund seines Eigentores in der 33. Minute erfolgreich waren. Im Mai und Juni desselben Jahres bestritt er jeweils zwei weitere Länderspiele. 1974 und 1975 wurde er jeweils in einem Länderspiel, 1976 und 1978 in jeweils drei Länderspielen eingesetzt. Sein letztes Länderspiel bestritt er am 19. Dezember 1979 im vorletzten Spiel der EM-Qualifikationsgruppe 2 bei der 1:3-Niederlage gegen die Nationalmannschaft Belgiens in Glasgow.

## Erfolge
Glasgow Rangers
- Europapokalsieger der Pokalsieger: 1971/72
- Schottischer Meister: 1974/75, 1975/76, 1977/78
- Schottischer Pokalsieger: 1972/73, 1975/76, 1977/78, 1978/79, 1980/81
- Schottischer Ligapokalsieger: 1970/71, 1975/76, 1977/78, 1978/79, 1981/82
- Torschützenkönig der Scottish Premier Division: 1977/78 (mit 25 Toren)

## Auszeichnungen
- Schottlands Fußballer des Jahres 1978 (Journalisten- und Spielerwahl)
- Aufnahme in die Ruhmeshalle des schottischen Fußballs 2008